# ロシア連邦軍後方部
ロシア連邦軍後方部（ロシアれんぽうぐんこうほうぶ、ロシア語: Тыл Вооруженных Сил Российской Федерации）は、ロシア連邦軍の兵器関連を除く軍需物資の調達、後方支援兵科の統括を行う後方支援機関である。ロシア語の「Тыл」とは、文字通り、後方（背面）を意味する。
2010年以降はロシア連邦軍物資技術保障部隊（ロシア語: Материально-техническое обеспечение Вооружённых сил Российской Федерации (МТО ВС России) ）に改編された。
赤軍時代から存在している機関であり、ソ連軍、ロシア連邦軍では、後方支援兵科は全軍種共通である。従って、海軍所属でも、後方支援兵科の軍人は、一般に陸軍式の制服と階級呼称を帯びる。
ソ連軍を模範とした共産圏の軍隊でも、同様の体制を取っているところが多い（例えば、中国人民解放軍総後勤部、朝鮮人民軍後方総局等）。

## 歴史
- 1992年5月 - ソ連軍後方部隊を引き継いで創設された[1]。
- 2010年 - 物資技術保障部隊に改編された。

## 機構
後方部は、後方本部、総局、中央局、局、並びに中央直轄の統制機関、部隊及び組織、軍種及び兵科、軍管区及び艦隊、各級部隊の後方組織から成る。
- 後方本部
- 軍事医務総局
- 貿易総局
- 中央軍事連絡局
- 中央糧食局
- 中央物品局
- 中央ロケット燃料・潤滑油局
- 中央自動車道路局
- 農業局
- ロシア連邦軍獣医・衛生局
- ロシア連邦軍消防・地域防衛局